# Джан Барту Аслан

## Біографія
Джан Барту Аслан — молодий турецький актор театру та кіно. Акторська діяльність Джана розпочалась ще у дитинстві. Першим проектом, вважається серіал "Cennet'in Çocukları" (на той момент, йому було 8 років). З 2009 року почав зніматися в рекламних роликах після того, як його мати зареєструвала в агентстві. Після закінчення школи вступив до університету на театральний факультет. Свою першу роль у кіно зіграв у 2012 році у серіалі "Annem uyurken".  У 2013 році виконав роль Ерендена у комедійній багатосерійній картині "Galip Derviş".
У 2015-2019 році зіграв сина Мафіозі в кримінальному серіалі "Eşkiya Dünyaya Hükümdar Olmaz". Завдяки персонажу Омеру Чакирбейлі, популярність молодого актора значно зросла. Звичайно, з'явилися нові пропозиції щодо участі в нових проектах. Одною з таких пропозицій стала нова багатосерійна драма "Öğretmen". Тому продюсери серіалу "Мафії" вирішили вивести його персонаж, разом із головною героїнею серіалу Мер'єм Чакирбейлі (Деніз Чакир), таким чином: Омер полетів до Лондону з метою навчання, а Мер'єм, щоб наглядати за сином і племінницею, при цьому продовжуючи лікування свого здоров'я.
Згодом, Джан увійшов до акторського складу багатосерійної драми "Öğretmen" (2020), зігравши старшокласника Метина. У 2019 році актора було повторно запрошено до серіалу "Eşkiya Dünyaya Hükümdar Olmaz", проте, лише на одну серію. У 2021 році молодий актор приєднався до акторського складу серіалу «Kuruluş Osman» із Бураком Озчивітом у головній ролі. 

## Фільмографія

#### Серіали
- 2023 — Сапфір — Safir
- 2022 — Пильний комір — Tozluyaka
- 2022 — Суддя — Hakim
- 2021 — Заснування: Осман — Kuruluş Osman
- 2020 Öğretmen
- 2015-2019 Eşkiya Dünyaya Hükümdar Olmaz
- 2014-2015 Ulan İstanbul
- 2013 Galip Derviş
- 2012 Annem Uyurken
- 2012 Köstebekgiller
- 2009-2011 Çılgın Dostlar
- 2009 Es Es
- 2008 Cennetin Çocukları

#### Фільми
- Geceyarısı, Türkiye Zamanı (2017)
- Zaman Makinesi 1973 (Çiko, 2014)
- The Shoes (Kısa Film) / 2018

#### Короткометражні фільми
- Ayakkabı (Short 2018)